# 391 (numero)
Trecentonovantuno (391) è il numero naturale dopo il 390 e prima del 392.

## Proprietà matematiche
- È un numero dispari.
- È un numero composto.
- È un numero difettivo.
- È un numero semiprimo.
- È un numero palindromo nel sistema di numerazione posizionale a base 9 (474).
- È un numero fortunato.
- È un numero felice.
- È un numero di Smith nel sistema numerico decimale.
- È parte delle terne pitagoriche (120, 391, 409), (184, 345, 391), (391, 3312, 3335), (391, 4488, 4505), (391, 76440, 76441).
- È un numero congruente.

## Astronomia
- 391P/Kowalski è una cometa periodica del sistema solare.
- 391 Ingeborg è un asteroide della fascia principale del sistema solare.
- NGC 391 è una galassia lenticolare della costellazione della Balena.

## Astronautica
- Cosmos 391 è un satellite artificiale russo.